# Crotalaria evolvuloides
Crotalaria evolvuloides är en ärtväxtart som beskrevs av George Bentham. Crotalaria evolvuloides ingår i släktet sunnhampor, och familjen ärtväxter.

## Underarter
Arten delas in i följande underarter:
- C. e. acutifolia
- C. e. evolvuloides